# Zarzosa
Zarzosa és un municipi de la Rioja, a la regió de la Rioja Baixa.

## Història
El 1366 va ser inclosa entre les localitats del Senyoriu de Cameros, que va ser cedit per Enric II de Trastámara a Juan Ramírez de Arellano pel seu recolzo en la lluita contra Pere I el Cruel. En 1556, Martín Gil apuntava en el seu "Relación del Arciprestazgo de Arnedo": "Aquest lloc de Carcosa és de vuitanta veïns jurisdicció del comte d'Aguilar …". Fins a 1708 va ser llogaret de Munilla pertanyent al senyoriu dels comtes d'Aguilar i Inestrillas, qui nomenaven el seu alcalde ordinari, però aquest any es va independitzar després de pagar vuit mil cinc-cents reals. Després de la desaparició dels senyorius, en 1811, es va convertir en vila de la província de Sòria, fins a la creació de la província de Logronyo el 30 de novembre de 1833. A mitjan segle xix, tenia una fàbrica de draps i tres tinys.

## Política
En tenir tan poca població, el seu ajuntament té un sol membre que és actualment José María Sáenz Blanco del Partit Popular que va aconseguir 15 vots de 16 totals (l'altre va ser per al PSOE) i dues abstencions. A partir de 1983, l'alcalde sempre ha estat del Partit Popular. En 1979 va guanyar les eleccions la UCD amb 11 vots vàlids i 6 abstencions.